# إدي باسدن
إدي باسدن (بالإنجليزية: Eddie Basden)‏ مواليد 15 فبراير 1983 في نيويورك، هو لاعب كرة سلة أمريكي سابق بدأ مسيرته الاحترافية في سنة 2005.. يبلغ طوله 6 قدم 5 بوصة (2.0 م).

## المسيرة الاحترافية
لعب مع شيكاغو بولز في موسم 2005–2006، ثم لعب مع فنربخشة لكرة السلة في الدوري التركي في موسم 2006–2007، ثم لعب مع شوليه باسكت في الدوري الفرنسي في سنة 2007، ثم لعب مع تليكوم باسكتس بون في الدوري الألماني في موسم 2007–2008، ثم لعب مع فرانكا لكرة السلة في موسم 2011–2012.

## روابط خارجية
- إدي باسدن على موقع إن بي أي (الإنجليزية)
- إدي باسدن على موقع سبورتس رفرنس (الإنجليزية)
- إدي باسدن على موقع كرة السلة الأوروبية.كوم (الإنجليزية)
- إدي باسدن على موقع كلية كرة السلة في سبورتس رفرنس.كوم (الإنجليزية)
- إدي باسدن على موقع ريلجم (الإنجليزية)
- إدي باسدن على موقع بروبوليرز (الإنجليزية)
- إدي باسدن على موقع سبورتس رفرنس (الإنجليزية)
- إدي باسدن على موقع سبورتس رفرنس (الإنجليزية)